# Naturschutzgebiet Linowsee-Dutzendsee
Das Naturschutzgebiet Linowsee-Dutzendsee ist ein 60 Hektar großes Naturschutz- und FFH-Gebiet im Natura 2000 Verbund in den Brandenburger Landkreisen Oder-Spree und Dahme-Spreewald.
Es befindet sich im Naturpark Dahme-Heideseen südwestlich der Groß Schauener Seenkette. Den Kern des Schutzgebiets bilden der 8,5 ha umfassende Linowsee und das Verlandungsmoor des ehemaligen Dutzendsees. Schutzzweck ist insbesondere die Bewahrung wild lebender Pflanzengesellschaften wie feuchte Hochstaudenfluren, magere Flachland-Mähwiesen, Moorwälder und Laichkraut- oder Froschbissgesellschaften der nährstoffreichen Stillgewässer sowie bestandsbedrohter Tierarten der Gewässerverlandungsbereiche, der Röhrichte und Erlenbrüche.

## Lage, Naturraum und Geomorphologie
Das Naturschutzgebiet beginnt am Linowsee südöstlich des Rundlingsdorfes Streganz, einem Ortsteil der Gemeinde Heidesee. In einer weitgehend vermoorten Talung zieht es sich auf den Gemarkungen der Storkower Ortsteile/Dörfer Selchow und Schwerin über rund 4,7 Kilometer nach Südosten. Die nordöstliche Ecke des Gebiets reicht bis auf rund 300 Meter an den Schweriner See heran, einem Teil der gleichfalls naturgeschützten Groß Schauener Seenkette, Bestandteil von Sielmanns Naturlandschaft Groß Schauener Seen. An der nordöstlichen Ecke führt die Kreisstraße K 6746 vorbei, die an der Fischerei Köllnitz, einem Wohnplatz des Storkower Ortsteils Groß Schauen, von der Bundesstraße 246 abzweigt und über Selchow nach Schwerin führt und dort endet.
Das Gelände befindet sich südlich des von der Spree durchflossenen Berliner Urstromtals und westlich der Storkower Platte im Ostbrandenburgischen Heide- und Seengebiet, das in den Naturräumlichen Haupteinheiten Deutschlands als Nr. 82 geführt wird. Die zahlreichen Seen des Gebiets sind ein Relikt des Brandenburger Stadiums (24.000 bis 22.000) der Weichsel-Eiszeit. Gelegen auf einer Höhe von rund 40 Metern, wird die Niederung des Schutzgebiets im Süden von einem bewaldeten Höhenzug begrenzt, der sich dicht am Linowsee im Streitberg (ehemals Eichberg) auf 84 Meter erhebt.  Der Geologe Olaf Juschus ordnet die Niederung den kleineren weichselglazialen Abflussbahnen zu und bezeichnet sie als Streganzer Talung. Danach trennt die Talung einen Teil der Groß Eichholzer Platte mit dem Streitberg im Süden von der Klein Eichholzer Platte im Norden.

## Linowsee und Verlandungsmoor Dutzendsee
Der Linowsee entwässert über ein Fließ nach Nordwesten in den Streganzer Gutssee, von dem ein Graben nach Osten in den Schweriner See führt. Die Abflussgräben des vermoorten Dutzendsees hingegen leiten das Wasser in die entgegengesetzte Richtung direkt nach Osten in den Schweriner See.

### Linowsee
Der eutrophe, lediglich rund 1,2 Meter tiefe See ist annähernd von runder Gestalt und hat eine Fläche von 8,5 Hektar. Der Seespiegel liegt auf 37,6 m ü. NHN. Der Name geht auf die alpb. Grundform *Linov- =, zu *lin = Schlei zurück, bedeutet also Schleisee.

### Dutzendsee

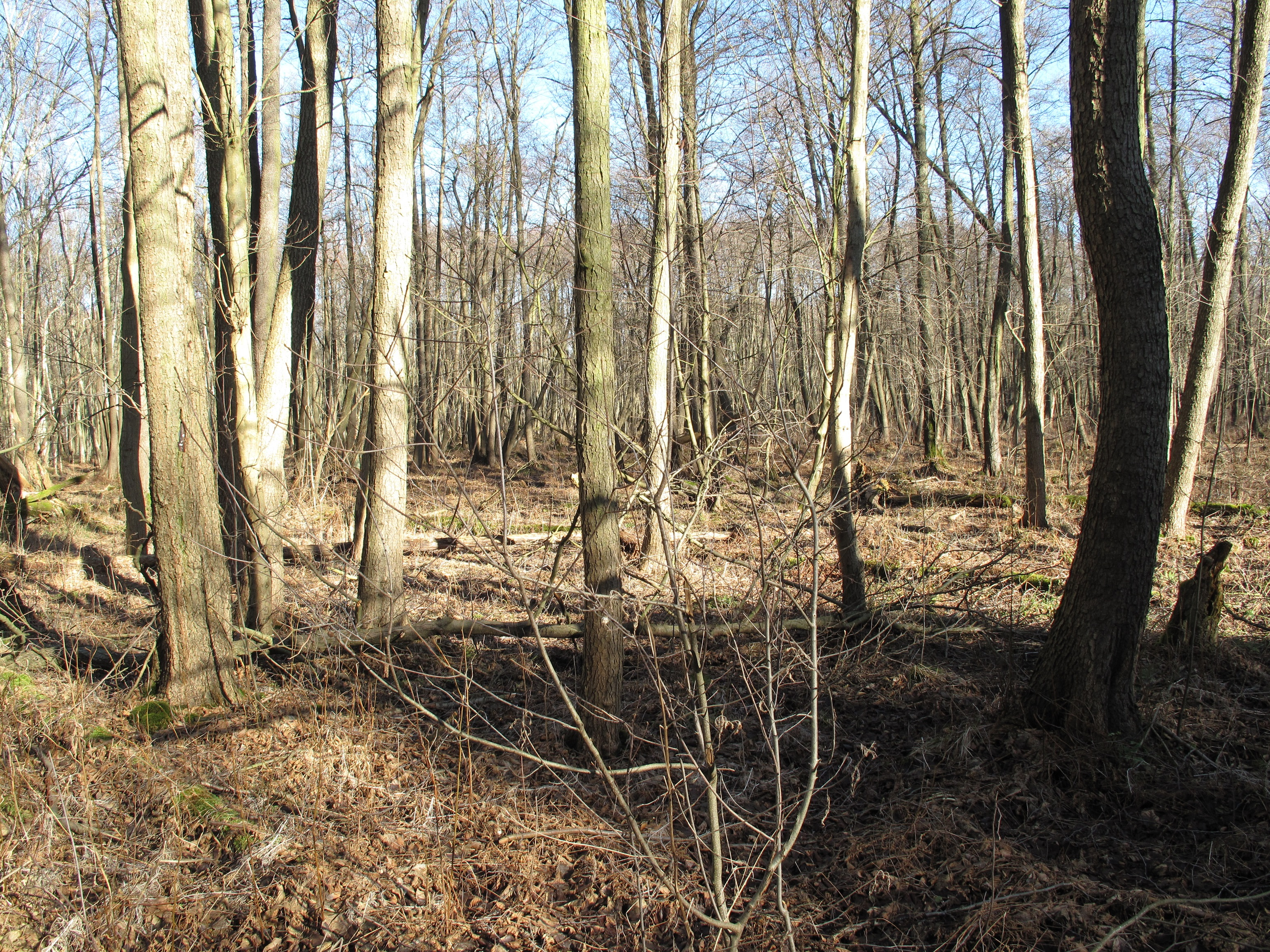
Bereich des ehemaligen Dutzendsees

Das Gewässer wurde schriftlich erstmals 1745 in der General-Designation und Beschreibung aller in der Chur Mark und incorporierten Landen belegenen und oder dieselbe berührenden Gewäßer, als Flüße, Fließe, Lücher, Bachen, Canale, Graben, Seen, Pfühle, Teiche […] als Tutzna See verzeichnet. 1772 findet sich ein Eintrag als Tutzna-See. Die Preußische Uraufnahme bezeichnete den See 1846 als Dutzen See, dem Karl Eckstein 1908 in seinen Bänden über die Fischereiverhältnisse der Provinz Brandenburg in der Schreibweise Dutzen-See folgte.
Der Name wird von der altpolabischen/altsorbischen Grundform *Tučn- zum Adjektiv *tučn- = fett, nahrhaft, von *tuk = Fett, Talg, Schmalz, abgeleitet. Der Name bezieht sich auf nahrhafte = fischreiche Gewässer und kommt in Brandenburg mehrfach vor, beispielsweise im Teutzensee oder bei den Ruppiner Gewässern im Tietzensee. Die spätere Form Dutzendsee wurde an das Zahlwort dutzend volksetymologisch angeglichen.
In einem Messtischblatt der Preußischen Neuaufnahme aus dem Jahr 1903 ist der im 21. Jahrhundert komplett verlandete Dutzendsee noch als Gewässer eingezeichnet. Den See umgaben nasse Wiesen und offene Flächen sowie – am nordöstlichen Seeufer – ein Wohnplatz Werder, der von Fischern besiedelt war. Sie entnahmen neben Fischen auch die Krebsschere und verfütterten sie an Schweine. Luftbildaufnahmen aus den Jahren 1950 und 2010 zeigen die grundlegenden Veränderungen rund um den See: Die Feuchtwiesen sind weitgehend verschwunden, in dem das Wasser aus dem See durch einen breiten Graben abgelassen wurde. Zwar hat der Wasserunterhaltungsverband eine Sohlgleite eingebaut, die jedoch so niedrig eingestellt ist, dass die Feuchtwiesen einen Großteil des Jahres nicht genügend Wasser erhalten. Durch den niedrigen Wasserstand gingen die Torfböden zurück, Süßgräser und Kräuter verschwanden zu Gunsten robuster Segge und Binsen. An Stelle des einstigen Schilfgürtels gedeihen Erlen, Büsche dringen immer tiefer auf die ehemals freie Wasserfläche vor.
Von in etwa quadratischer Gestalt mit zwei Ausbuchtungen im Nord- und Südosten, hatte er nahezu die gleiche Fläche wie der Linowsee. Seine Höhe ist mit 37,4 m angegeben, während der Linowsee noch mit 38,2 m verzeichnet ist (aktuell 37,6 m).

## Naturschutz-, Natura-2000- und FFH-Gebiet

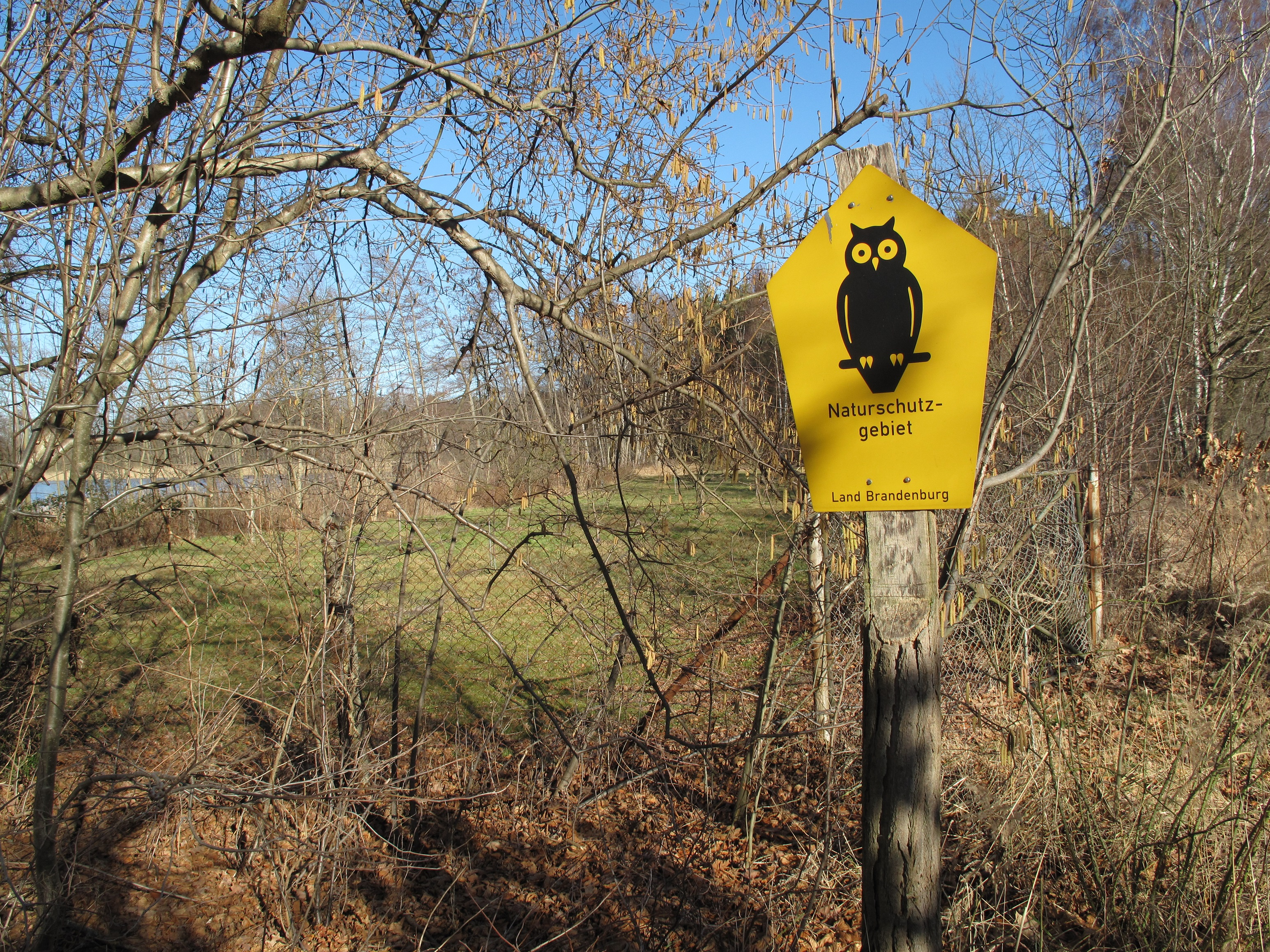
Das Schutzgebiet am Linowsee

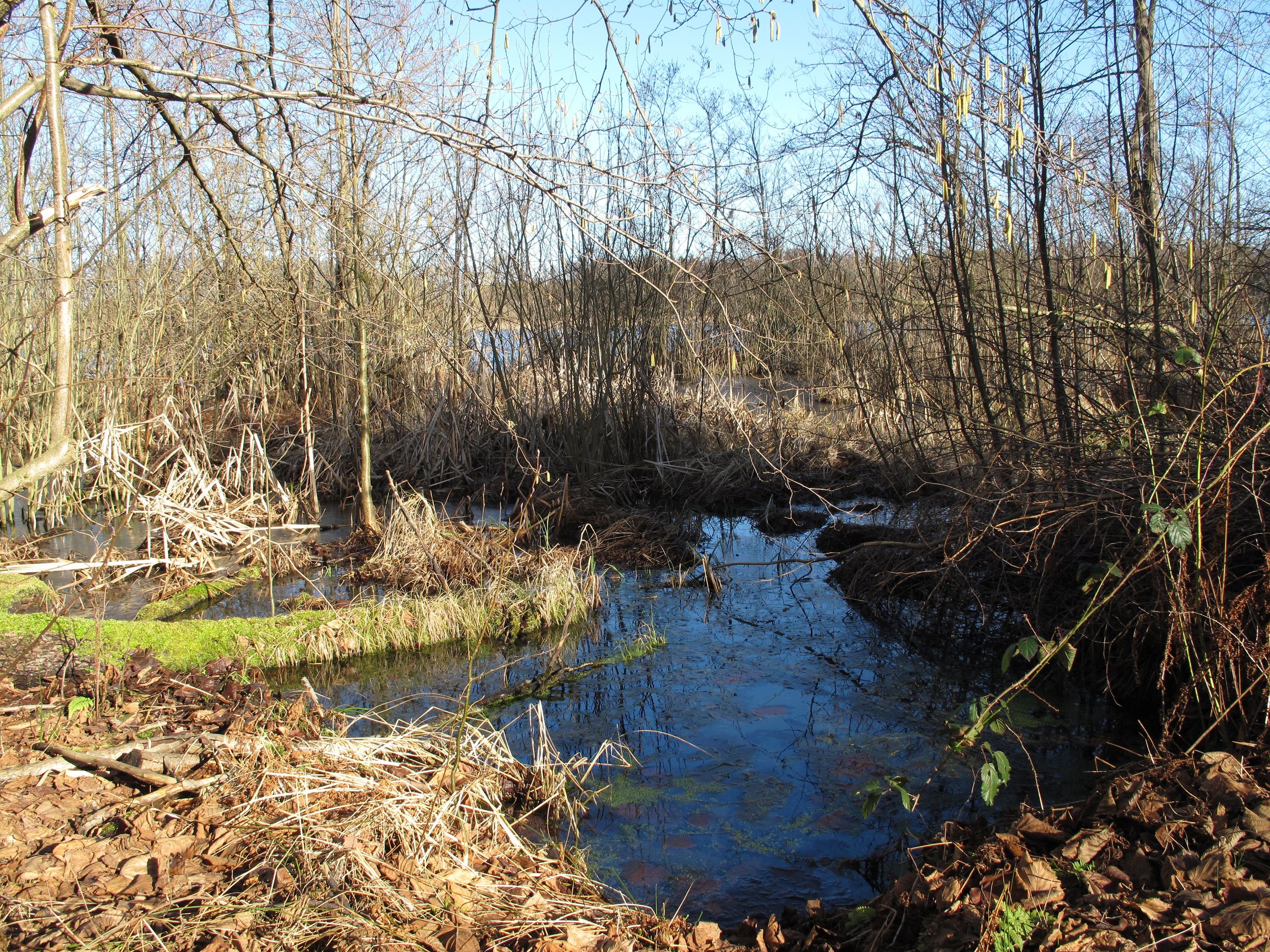
Verlandungsbereich am Linowsee

Das NSG Linowsee-Dutzendsee ist Teil des kohärenten europäischen ökologischen Netzes besonderer Schutzgebiete Natura 2000. Der Steckbrief des Bundesamtes für Naturschutz (BfN) enthält für das 60 Hektar umfassende FFH-Gebiet unter der Nummer 3749-305 folgende Charakterisierung:

„Kleinerer Komplex in Verlandung begriffener Flachseen mit umgebenden Naßwald- und Grünlandflächen.“

Die Verordnung über das Naturschutzgebiet „Linowsee-Dutzendsee“ vom 30. Juni 1995 (die Veröffentlichung der Verordnung und damit ihr Inkrafttreten erfolgte am 10. Oktober 1995 im Gesetz- und Verordnungsblatt für das Land Brandenburg) stellt unter § 3 Schutzzweck heraus:

„Schutzzweck ist die Erhaltung und Entwicklung des Gebietes
 
1. als Standort seltener, in ihrem Bestand bedrohter wildwachsender Pflanzengesellschaften, insbesondere von Verlandungsgesellschaften des Linow- und Dutzendsees, verschiedener Erlen- und Weidenbrüche, Feuchtwiesengesellschaften und Seggenriede sowie der aktiven Verlandungsmoorbereiche;
 
2. als Lebensraum bestandsbedrohter Tierarten, insbesondere vom Aussterben bedrohter Wirbeltiere sowie als Brut- und Nahrungsgebiet der artenreichen Vogelfauna (zum Beispiel Enten, Rallen) und von Insekten (zum Beispiel Großschmetterlinge) der Gewässerverlandungsbereiche, der Röhrichte und Erlenbrüche;
 
3. aus ökologischen Gründen zur Wiederherstellung bzw. Sicherung von Wasserstandsverhältnissen, die eine Aktivierung des Verlandungsmoores des Dutzendsees ermöglichen, den Erhalt der Strukturvielfalt der an die Verlandungsprozesse angepaßten Pflanzengesellschaften zu sichern, die Wiederherstellung der Ausgangsbedingungen für die Entwicklung von blütenpflanzenreichen Wiesenstandorten um den Dutzendsee herum zu unterstützen und zu gewährleisten.“

Die Naturschutzgebiet wurde von der Stiftung EuroNatur als Projektgebiet aufgenommen.

## Flora und Fauna

### Lebensraumtypen und Pflanzen

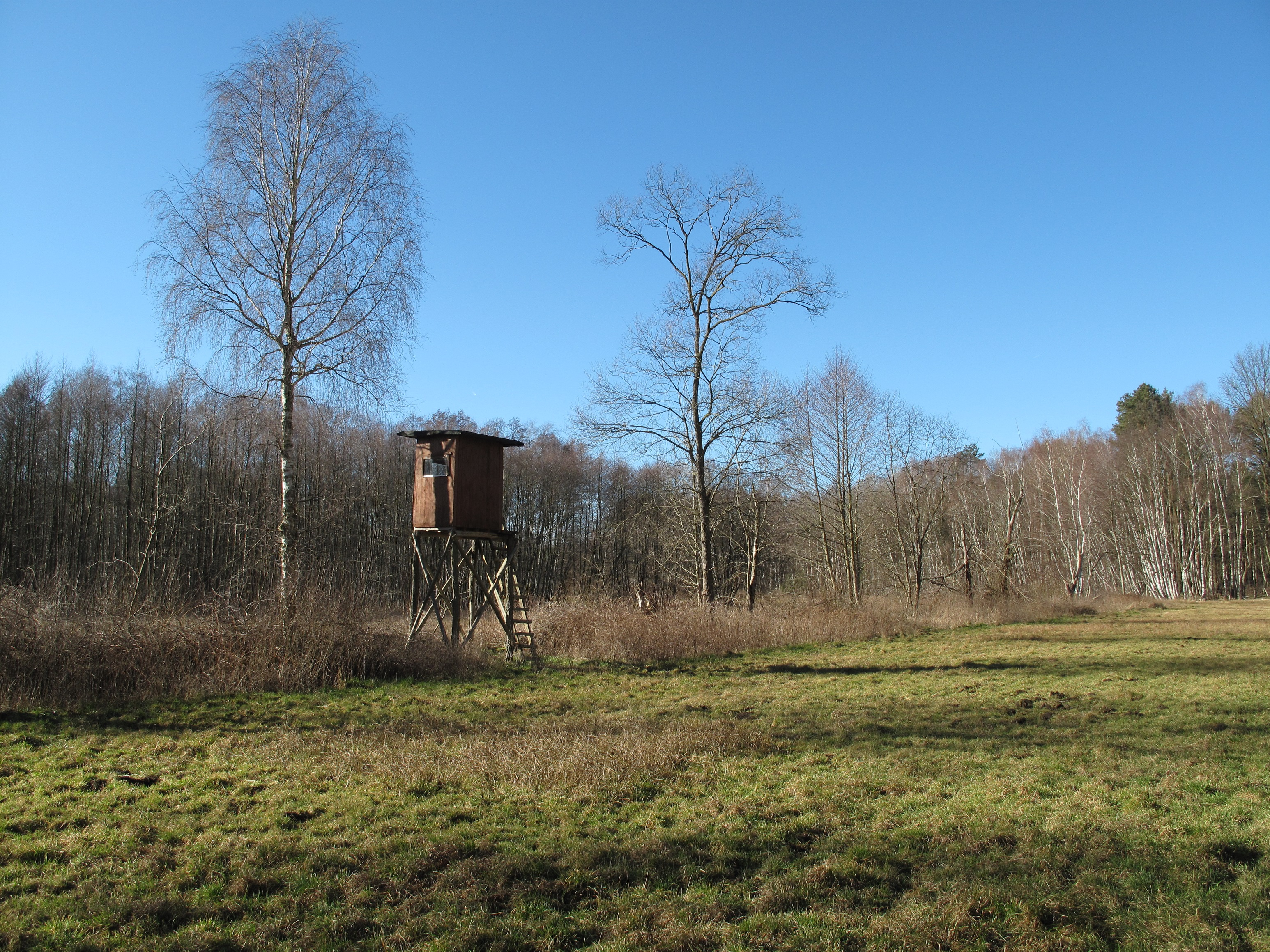
Wiesen und Wälder am ehemaligen Dutzendsee

Als zu schützende Lebensraumtypen listet das Bundesamt für Naturschutz im FFH-Steckbrief vier Pflanzengesellschaften auf:
- Feuchte Hochstaudenfluren; EU-Code nach Anhang I der FFH-Richtlinie: 6430,
- Magere Flachland-Mähwiesen; Code 6510 mit Alopecurus pratensis, Sanguisorba officinalis,
- Moorwälder; Code 91D0 und
- Natürliche und naturnahe nährstoffreiche Stillgewässer mit Laichkraut- oder Froschbiss-Gesellschaften (oder: Natürliche eutrophe Seen mit einer Vegetation des Magnopotamions oder Hydrocharitions); Code 3150.[9]

Bemerkenswert sind die Vorkommen des in Brandenburg eher seltenen Großen Nixenkrauts (Najas marina), des in der Roten Liste als gefährdet geführten Gewöhnlichen Wasserschlauchs (Utricularia vulgaris) und des gleichfalls gefährdeten Froschbiss.

### Tiere
Als Tierart von gemeinschaftlichem Interesse laut Anhang II der FFH-Richtlinie verzeichnet der Steckbrief den Fischotter. Das Landraubtier aus der Familie der Marder wird in der Roten Liste Brandenburgs (Stand 2003) trotz einer leichten Erholung seiner Bestände als vom Aussterben bedroht geführt. Im Linowsee dominieren nach wie vor Schleie. Auf den seichten Wassern jagen Graureiher. Im Jahr 2013 wurden über 60 Schwäne auf dem Linowsee gezählt.